# Gấu đen Himalaya
Gấu đen Himalaya (Ursus thibetanus laniger) là một phân loài của gấu đen châu Á được tìm thấy ở dãy Himalaya của Ấn Độ, Tây Tạng, Nepal, Trung Quốc và Pakistan.
Nó được phân biệt với U. t. thibetanus bởi bộ lông dài hơn, dày hơn và nhỏ hơn, dấu ngực trắng hơn. Vào mùa hè, gấu đen Himalaya có thể được tìm thấy ở những khu vực ấm áp hơn ở Nepal, Trung Quốc, Bhutan, Ấn Độ và Tây Tạng ở độ cao 10.000 đến 12.000 feet gần đường giới hạn của cây. Đối với mùa đông, chúng xuống thấp tới 5.000 feet, đến những khu rừng nhiệt đới hơn. Trung bình, chúng có kích thước từ 56 đến 65 inch đến đuôi và nặng từ 200 đến 265 pounds, mặc dù chúng có thể nặng tới 400 pounds vào mùa thu, khi chúng đang vỗ béo để ngủ đông.

## Chế độ ăn
Chúng là những sinh vật ăn tạp và sẽ ăn bất cứ thứ gì. Chế độ ăn uống của chúng bao gồm trứng cá, quả hạch, trái cây, mật ong, rễ và các loại côn trùng khác nhau như mối và ấu trùng bọ cánh cứng. Nếu thực phẩm khan hiếm, chúng có thể chuyển sang ăn gia súc như cừu, dê và bò.

## Sinh sản
Chúng đạt đến độ chín về tình dục vào khoảng ba năm. Giao phối xảy ra vào tháng 10 với thường là hai con sinh vào tháng 2 trong khi mẹ vẫn đang ngủ đông. Con cái thường ở với mẹ cho đến năm thứ hai.